# Laxiong (sockenhuvudort i Kina, Qinghai Sheng, lat 35,78, long 102,40)
Laxiong är en sockenhuvudort i Kina. Den ligger i provinsen Qinghai, i den nordvästra delen av landet, omkring 110 kilometer sydost om provinshuvudstaden Xining. Antalet invånare är 8 677. Befolkningen består av 4 214 kvinnor och 4 463 män. Barn under 15 år utgör 22,0 %, vuxna 15-64 år 71 %, och äldre över 65 år 6,0 %.
Runt Laxiong är det ganska tätbefolkat, med 62 invånare per kvadratkilometer. Närmaste större samhälle är Yaluhu, 13,6 km nordväst om Laxiong. Trakten runt Laxiong består i huvudsak av gräsmarker.
Genomsnittlig årsnederbörd är 574 millimeter. Den regnigaste månaden är juli, med i genomsnitt 144 mm nederbörd, och den torraste är december, med 2 mm nederbörd.